# Европеидна раса
|  | Европеидна раса   |
|  | Негроидна раса    |
|  | Капоидна раса     |
|  | Монголоидна раса  |
|  | Австралоидна раса |

Европеидната раса е категория в някои остарели и псевдонаучни расови класификации, обозначаваща основната част от населението на Европа, Северна Африка, Близкия изток и части от Централна и Южна Азия.

## Характерни черти
Те се характеризират с меки коси, които могат да бъдат прави (като при северните народи на Европа) или вълнисти (народите на Южна Европа, Предна Азия и Северна Африка), доста светли коси и очи, много повече светла кожа, т.е. светла пигментация, като цяло, рязко профилировано и много тясно лице, значително издаден напред нос с високо предносие (максимално по лицевия мащаб издаване на носа напред се пада именно на европеидите). Лицето на европеидите е ортогнатно, т.е. разположено във вертикална плоскост, областта на устата не се издава напред. Тази характеристика не е абсолютна.
Генетично проучване, публикувано в „Европейски журнал за човешка генетика“ в Nature (2019), показа, че популациите в Западна Азия (араби), европейците, северните африканци, южноазиатците (индийците) и някои централни азиатци са тясно свързани помежду си. Те са много различни от субсахарските африканци или източноазиатското население.

## Разположение
Представителите на европеидната раса населяват главно Европа, Северна и Южна Америка, Австралия. Срещат се и в Северна Африка – араби, в Азия индуси и ирански народи (перси и таджики, лури, кюрди, пущуни и др.) и др. След XV век представителите на тази раса се разселват по цялата суша.